# Le Petit Fugitif (film, 1953)
Pour les articles homonymes, voir Le Petit Fugitif.
Pour plus de détails, voir Fiche technique et Distribution.
Le Petit Fugitif (Little Fugitive) est un film américain réalisé par Raymond Abrashkin, Ruth Orkin et Morris Engel, sorti en 1953. Il raconte l'errance d'un enfant seul au milieu de la foule et des attractions de Coney Island. Il fut présenté à la Mostra de Venise en 1953.

## Synopsis
Alors que leur mère est partie au chevet de leur grand-mère souffrante, Joey, un garçon de 7 ans, se retrouve sous la surveillance de son frère aîné Lennie dans le Brooklyn des années 1950. Déçu de devoir ainsi annuler une sortie à Coney Island prévue avec ses amis, Lennie invente avec eux un stratagème pour que Joey s'imagine avoir tué son frère d'un coup de fusil, en réalité inoffensif. Choqué, Joey s'enfuit, saute dans le premier métro, et se retrouve à Coney Island où il errera durant tout le week-end, s'amusant dans les diverses attractions, tandis que Lennie tente de le retrouver avant le retour de leur mère.

## Fiche technique
- Titre français : Le Petit Fugitif
- Titre original : Little Fugitive
- Réalisation : Ray Ashley, Ruth Orkin et Morris Engel
- Scénario : Ray Ashley, d'après une histoire de Morris Engel, Ruth Orkin et lui-même
- Musique : Eddy Lawrence Manson
- Photographie : Morris Engel
- Montage : Ruth Orkin et Lester Troob
- Production : Ray Ashley et Morris Engel
- Pays d'origine :  États-Unis
- Langue originale : anglais
- Format : noir et blanc - 1,37:1
- Dates de sortie :
  - Italie : 2 septembre 1953 (Mostra de Venise)
  - États-Unis : 6 octobre 1953 (New York)

## Distribution
- Richie Andrusco : Joey Norton
- Richard Brewster : Lennie Norton, le frère aîné de Joey
- Winifred Cushing : la mère de Joey et Lennie
- Jay Williams : Jay, l'employé du manège à poneys
- Will Lee : le photographe
- Charlie Moss : Harry, un ami de Lennie
- Tommy DeCanio : Charley, un ami de Lennie

## Production

### Tournage

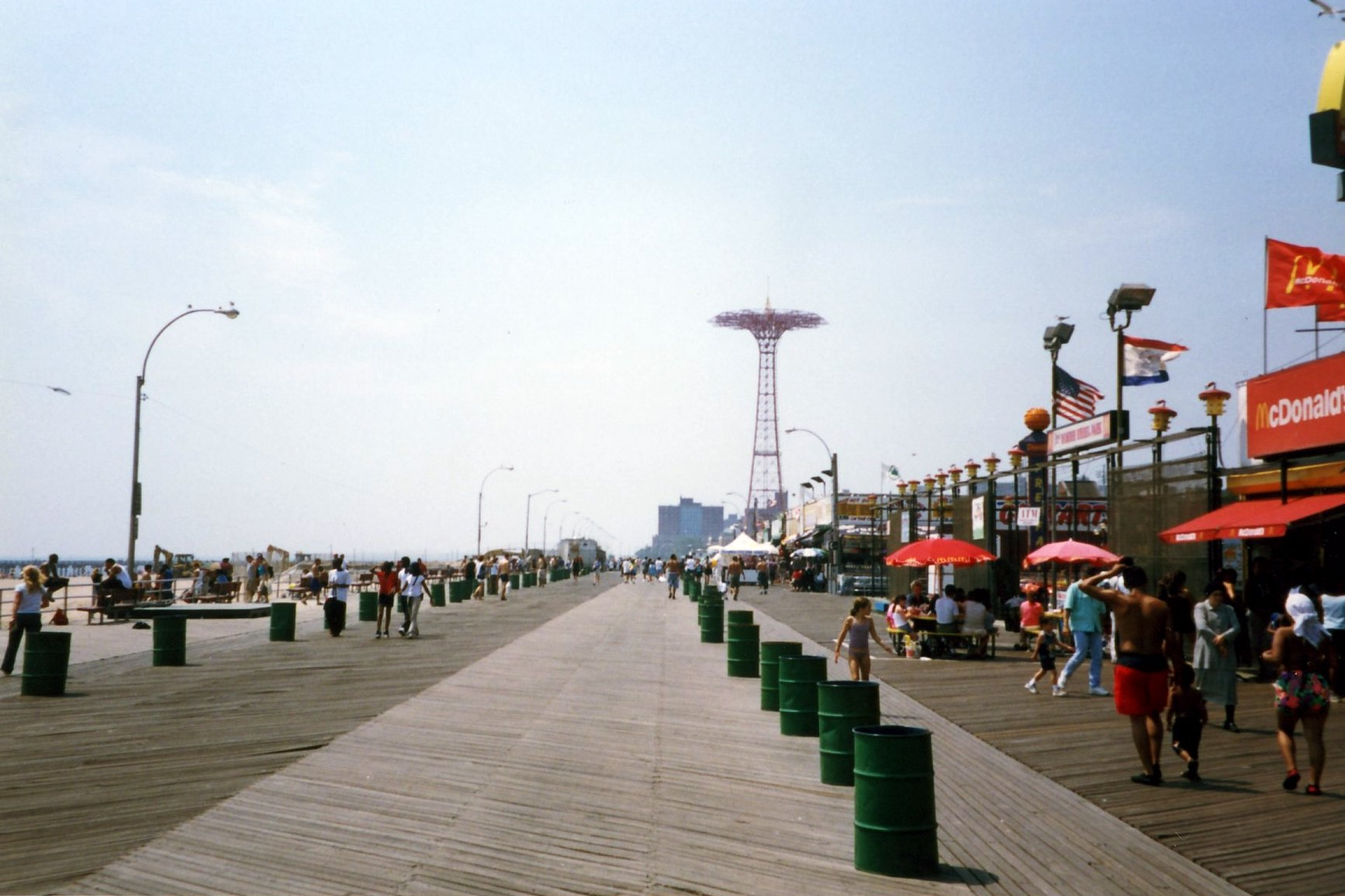
La promenade de Coney Island, décor récurrent du film.

Le film a été tourné du 5 juillet 1952 au 1er septembre 1952 sur les lieux mêmes de l'action, à Brooklyn et Coney Island où Morris Engel avait grandi.
Le Petit Fugitif a été filmé de façon quasi documentaire avec très peu de moyens : le budget, financé par souscription, est d'environ 30 000 dollars, dont 5 000 avancés par les auteurs du film, le reste étant apporté par un producteur indépendant, Joseph Bumsiyn, un distributeur de films italiens. Une caméra portative 35 mm fut spécialement conçue par un ami, Charles Woodruff, afin de pouvoir filmer l'enfant parmi les badauds sans que ceux-ci ne s'en rendent compte, offrant ainsi un gage d'authenticité à l'œuvre. Woodruff aura mis un an à construire cette caméra quasi expérimentale, munie notamment d'un système optique à deux objectifs. L'invention intéressa le réalisateur Jean-Luc Godard qui dépêcha son collègue Raoul Coutard à New York pour en savoir plus, mais ne parvint pas à l'acquérir.
La caméra utilisée n'enregistrant pas le son, le film fut ensuite doublé en studio.

### Bande originale
Les musiques entendues dans le film sont :
| Titre                        | Interprète                  | Scène                                             |
| ---------------------------- | --------------------------- | ------------------------------------------------- |
| Home on the Range            | Daniel E. Kelly (harmonica) | Générique d'introduction / Fin du tour de manège  |
| Sobre las olas               | Juventino Rosas             | Joey s'approche du manège                         |
| Les Patineurs                | Emil Waldteufel             | Le premier tour de manège de Joey                 |
| Le Beau Danube bleu, Op. 314 | Johann Strauss II           | Joey attrape le pompon sur le manège              |
| Kunsterleben, Op. 316        | Johann Strauss II           | Joey se fait photographier                        |
| Poète et Paysan              | Franz von Suppé             | L'attraction du parachute / La suite sur la plage |

### Acteurs
Le petit Richie Andrusco, qui tient le rôle principal du film, fut découvert par les auteurs du film sur un carrousel de Coney Island. Ce sera sa seule apparition à l'écran, à l'exception d'un petit rôle dans la série télévisée I Spy (en) deux ans plus tard.
Le réalisateur Morris Engel a pris soin de ne pas dénaturer le jeu des acteurs en leur donnant des instructions réduites au minimum. On peut ainsi voir l'enfant recracher spontanément devant la caméra un morceau de hot-dog trop chaud ou arranger les aliments dans son assiette comme le ferait n'importe quel enfant.
Le seul acteur professionnel du film est Will Lee qui joue le rôle du photographe et se fera connaître plus tard en interprétant le rôle de M. Hooper dans l'émission télévisée 1, rue Sésame.

### Équipe de tournage
Le réalisateur Morris Engel est surtout connu comme photographe. Ancien élève de Berenice Abbott, pionnier du photojournalisme aux côtés notamment de Paul Strand, il a travaillé pour le quotidien new-yorkais PM, et fut photographe de combat au sein de la Marine américaine, couvrant notamment le Débarquement en Normandie aux côtés de Russ Meyer. Son ami Ray Ashley l'a secondé à la réalisation.
Le montage a été assuré par Ruth Orkin, l'épouse de Morris Engel. Ruth avait longtemps travaillé à Hollywood pour le compte de la MGM (elle était la fille de Mary Ruby, star du cinéma muet), et lorsque Lester Troob, le monteur original du film, démissionna, son mari lui proposa de le remplacer. D'abord peu convaincue par le potentiel du film, très éloigné des standards hollywoodiens, elle finit par accepter. Elle reste connue comme photographe, étant notamment l'auteur du cliché American Girl in Italy pris en 1951.
Morris Engel réalisera par la suite deux autres films moins connus : Lovers and Lollipops (1956) et Weddings and Babies (1958), tous deux également en noir et blanc et avec la même volonté de réalisme.

## Accueil

### Sortie
Le film a tout d'abord été présenté à la Mostra de Venise en 1953. Aucun Lion d'or ne fut décerné cette année-là, mais le film y fut récompensé par l'un des six Lions d'argent décernés par le jury présidé par le poète italien Eugenio Montale. Les autres lauréats étaient Moulin Rouge de John Huston, Les Vitelloni de Federico Fellini, Thérèse Raquin de Marcel Carné, Les Contes de la lune vague après la pluie de Kenji Mizoguchi et Le Tour du monde de Sadko d'Alexandre Ptouchko.
Le film fut également nommé à l'Oscar de la meilleure histoire originale en 1954, remporté par Ian Mc Lellan Hunter (alias Dalton Trumbo) pour Vacances romaines.
En 1997, Le Petit Fugitif a été inscrit au National Film Registry aux côtés d'autres classiques tels que Fenêtre sur cour, Le Grand Sommeil, Le Dictateur, West Side Story ou Mean Streets.
Le film est ressorti en salles le 11 février 2009 et a bénéficié par la même occasion d'une édition en DVD chez Carlotta Films.

### Accueil critique
Le film a reçu un accueil critique très favorable. La couverture du n°31 des Cahiers du cinéma (janvier 1954) lui est consacrée, ainsi qu'un article de 4 pages, « Un film au téléobjectif », signé par André Bazin.
À l'occasion de la ressortie en salles en 2009, Gérard Lefort a écrit dans Libération : « Le Petit Fugitif est une date dans l’histoire du cinéma « réaliste » de l’après-guerre. » tandis que Serge Kaganski écrivait dans Les Inrockuptibles : « Le Petit Fugitif est un vrai trésor caché du cinéma mondial ».
Le Tomatomètre de Rotten Tomatoes attribue un pourcentage de 86 % au film, avec six critiques positives et une critique négative.

## Analyse
Tourné en 1953 en décors réels, avec des acteurs amateurs et une caméra discrète placée au milieu d'une foule inconsciente de prendre part à un tournage, Le Petit Fugitif, malgré son histoire somme toute simpliste, ne néglige pas pour autant la qualité visuelle des plans (la présence de photographes confirmés derrière l'objectif n'y est pas étrangère) et porte un regard bienveillant sur une enfance insouciante dans un univers de fête.
François Truffaut, qui réalisera six ans plus tard Les Quatre Cents Coups, autre film sur l'enfance initiateur de la Nouvelle Vague, déclarera à propos du Petit Fugitif : « Notre Nouvelle Vague n'aurait jamais eu lieu si le jeune Américain Morris Engel ne nous avait pas montré la voie de la production indépendante avec son beau film, Le Petit Fugitif ». Jean-Luc Godard s'inspirera lui aussi, pour le tournage d' À bout de souffle, des techniques de tournage mises au point par Engel.
Le Petit Fugitif est considéré comme un film charnière dans l'histoire du cinéma, L'universitaire Alain Bergala le qualifiera même de « chaînon manquant du cinéma moderne », entre le néoréalisme italien et la Nouvelle Vague française.

## Remake
Un remake a été réalisé en 2006 par Joanna Lipper sous le même titre (en). Le rôle de Joey y est tenu par David Castro, tandis que Nicolas Martí Salgado joue le rôle de son frère aîné Lennie. Morris Engel, l'un des réalisateurs du film d'origine, y fait un caméo, peu avant son décès survenu le 5 mars 2005.